# هيم غبين (بيدفوردشير)
هيم غبين (بالإنجليزية: Higham Gobion)‏ هي قرية تقع في المملكة المتحدة في شرق انجلترا.